# Monster A Go-Go
Monster A Go-Go (alternatieve spelwijze Monster A-Go Go en Monster A Go Go) is een Amerikaanse sciencefictionfilm uit 1965, geregisseerd door Bill Rebane en Herschell Gordon Lewis.

## Verhaal
De plot draait om een Amerikaanse astronaut genaamd Frank Douglas, die op mysterieuze wijze verdwijnt wanneer zijn ruimteschip terugkeert op aarde. De verdwenen astronaut is blijkbaar vervangen door, of veranderd in, een radioactief monster. Een team van wetenschappers en militairen probeert het monster te vangen. Ze slagen hier aanvankelijk in, maar het beest ontsnapt weer (dit wordt enkel vermeld door de verteller en niet in de film vertoond).
Aan het eind van de film ontvangt men een telegrambericht dat Frank Douglas levend en wel is teruggevonden in de Noord Atlantische Oceaan. De verteller maakt vervolgens bekend dat er nooit een monster is geweest.

## Rolverdeling
| Acteur                 | Personage             | Opmerkingen                |
| ---------------------- | --------------------- | -------------------------- |
| Phil Morton            | Col. Steve Connors    |                            |
| June Travis            | Ruth                  |                            |
| Henry Hite             | Frank Douglas/Monster |                            |
| Herschell Gordon Lewis | Verteller             | Niet in aftiteling vermeld |
| Bill Rebane            | Radiopresentator      | Niet in aftiteling vermeld |

## Achtergrond

### Productie
De film had een nogal ongebruikelijke productiegeschiedenis. Regisseur Rebane raakte door het budget heen tijdens het filmen. Lewis, die zelf een tweede film moest maken samen met zijn eigen film Moonshine Mountain, kocht de film over en voegde wat extra scènes toe. Hierdoor ontstond een nogal vreemde film met maar weinig continuïteit in het verhaal. Rebane was al gestopt met filmen in 1961, en Lewis maakte de film pas af in 1965. Derhalve kon hij niet alle acteurs bij elkaar krijgen voor de extra scènes.

### Reacties
Albert Walker, een schrijver van de cultfilm reviewwebsite The Agony Booth, schreef het volgende over de nogal perplexe verhaallijn van de film:

An astronaut is about to be sent up into space, and is given regular doses of "Radiation Repellant" for a while before the launch. For no particular reason, just prior to the launch, the astronaut's doctor switches to a totally different Radiation Repellant which hasn't been tested as much. And, naturally, he does this without telling any of his superiors. And, well, the test that they did conduct resulted in an animal doubling in size, right before that animal died. As expected with these kind of results, they not only gave the new repellant to the astronaut, but doubled his dosage. 

So, the astronaut's capsule crashes in an empty field […] The astronaut, thanks to the untested Repellant, is now freakishly huge and killing random people. Until, that is, one scientist locks him up in a storeroom [!] for eight weeks [!!!] and gives him doses of an antidote. And, again, he does this without telling any of his superiors. So, are we fully appreciating the Bizarro World logic being utilized in this screenplay?
— Albert Walker

Over het nogal absurde einde schreef hij:

As if a switch had been turned, as if an eye had been blinked, as if some phantom force in the universe had made a move eons beyond our comprehension, suddenly, there was no trail! There was no giant, no monster, no thing called "Douglas" to be followed. There was nothing in the tunnel but the puzzled men of courage, who suddenly found themselves alone with shadows and darkness! With the telegram, one cloud lifts, and another descends. Astronaut Frank Douglas, rescued, alive, well, and of normal size, some eight thousand miles away in a lifeboat, with no memory of where he has been, or how he was separated from his capsule! Then who, or what, has landed here? Is it here yet? Or has the cosmic switch been pulled? Case in point: The line between science fiction and science fact is microscopically thin! You have witnessed the line being shaved even thinner! But is the menace with us? Or is the monster gone?
— Albert Walker

### In popcultuur
- Monster A Go-Go werd bespot in een aflevering van de cultserie Mystery Science Theater 3000 op Comedy Central. Volgens de officiële The Mystery Science Theater 3000 Amazing Colossal Episode Guide beschouwde het productieteam van de serie de film als de ergste die ze tot dusver hadden gezien.
- Een aflevering van Foster's Home for Imaginary Friends bevatte een referentie naar de film.